# 후전중

후전중(胡振中, 1925년 3월 26일 - 2002년 9월 23일)은 천주교 홍콩교구의 제5대 교구장 주교이자 추기경이다. 또한 교황청 인류복음화성과 경신성사성의 일원이기도 하였다. 세례명은 요한이다.
하카계 출신이며, 중국 광둥 지방에 있는 우화의 호하우 마을에서 태어났다. 고향 마을의 본당에서 세례를 받았으며, 초등교육도 이곳에서 받은 것으로 알려져 있다. 1940년 중등 교육을 위해 카잉 소신학교에 입학하였다.
1974년 7월 23일 교황 바오로 6세에 의해 제5대 홍콩 교구장에 임명되었다. 후전충은 즉시 홍콩으로 떠나 7월 25일 홍콩 주교좌 성당에서 착좌식을 거행되었다.
1988년 5월 29일 교황 요한 바오로 2세에 의해 추기경에 서임되었다.
1989년 톈안먼 사건이 발생하자 후전충 추기경은 전 세계 모든 주교들에게 중국의 정의와 질서 그리고 민주화를 호소해줄 것을 요청하는 서간을 직접 작성하였다.
2002년 9월 23일 홍콩의 퀸메리 병원에서 77세의 나이로 선종하였다.

## 같이 보기
- 천주교 홍콩 교구